# James Signorile
James "Jim" Signorile, (nacido el 4 de mayo de 1948 en Nueva York, Nueva York) es un exjugador de baloncesto estadounidense. Con 2,05 metros de estatura, jugaba en la posición de pívot. 

## Trayectoria
Jugó durante 4 temporadas con los Violets de la Universidad de Nueva York. Fue elegido en la centésimo segunda posición del Draft de la NBA de 1970 por los New York Knicks. Después tendría una carrera discreta, jugando en el Real Madrid, aunque en Francia (jugando en el Clermont Ferrand), es conocido por un récord estratosférico, ya que consiguió anotar en un partido de la segunda división francesa 101 puntos.